# If (GENICのアルバム)
『if』（イフ）は、2025年2月5日にavex traxよりリリースされたGENICの4枚目のオリジナル・アルバム。
初回生産限定盤A、初回生産限定盤B 、通常盤、オンライン個別トーク会付き通常盤の4形態で発売された。

## 概要
前作『N_G』から約11か月ぶりにリリースされた。
GENICが奏でる音楽で、ココロオドル「もしも」の世界を一緒に楽しむことをテーマに、GENICならではの振り幅の広いエンターテインメントが詰まった作品ととなっている。
先行配信シングルとなる「LifE!!」（コスメブランド「3650」CMソング）、「Sorry not sorry」（MBS・TBS系ドラマ「完璧ワイフによる完璧な復讐計画」オープニング主題歌）、「FUN! FUN! FUN!」（ラグーナテンボス「ラグーナイルミネーション」CMソング）ほか、中京テレビ・日本テレビ系「水曜プラチナイト」『こんなところで裏切り飯 〜嵐を呼ぶ七人の役員〜』主題歌となる「IT'S SHOWTIME」、「冬スポ!! WINTER SPORTS FESTA24」CMソングとなる「STEP BY STEP!!」や、ユニット曲3曲などを含む全14曲を収録。
初回生産限定盤A/BはそれぞれBlu-ray付属。初回生産限定盤Aにはデジタルシングル「LifE!!」「FUN! FUN! FUN!」のMV・メイキング、特典映像「7人だけで過ごすMaison Genic 夏休み編」を収録。初回生産限定盤Bには新曲「IT’S SHOWTIME」MV・メイキングに加え、2024年に行われたGENICのライブツアー『GENIC LIVE TOUR 2024 -if-』のダイジェスト映像、特典映像「Maison Genic 後編 & GENICのちょこっと冬休み」を収録。

## 収録内容

### CD
1. 4th Overture
作曲：福島貴夫
2. FUN! FUN! FUN!
作詞：小池竜暉・増子敦貴・宇井優良梨
作曲：Kim Jung yoon, Josef Melin
編曲：Kim Jung yoon
  - 14thデジタルシングル
  - ラグーナテンボス「ラグーナイルミネーション」CMソング
  - 日本テレビ系「水曜プラチナイト」枠 2025年1月度エンディングテーマ
3. LifE!!
作詞：増子敦貴
作曲：SECRET WEAPON, FRANK MIRIAM, GALAX, BLEU & WOLVES
編曲：SECRET WEAPON
  - 12thデジタルシングル
  - コスメブランド「3650」CMソング
4. IT’S SHOWTIME
作詞：増子敦貴・小池竜暉・雨宮翔
作曲 & 編曲：渡辺拓也
  - 15thデジタルシングル
  - 中京テレビ・日本テレビ系「水曜プラチナイト」『こんなところで裏切り飯 〜嵐を呼ぶ七人の役員〜』主題歌
  - 中京テレビ「PS純金」 2025年1月度エンディングテーマ
5. Maison Genic
作詞：小池竜暉・雨宮翔
作曲：Gustav Mared,Carlos Okabe
6. アンストッパブル
作詞 & 作曲 & 編曲：西澤呈
7. Sorry not sorry
作詞：西澤呈
作曲：Josefin Glenmark, GC-JR, Willie Weeks
編曲：Willie Weeks
  - 13thデジタルシングル
  - MBS・TBS系ドラマ「完璧ワイフによる完璧な復讐計画」オープニング主題歌
8. Aller loin
作詞：西澤呈・雨宮翔・金谷鞠杏
作曲：Benji Bae,Waveshower
  - KAKERU×MARIA×JOE　ユニット曲
9. キスメットフレンズ
作詞：増子敦貴・小池竜暉
作曲： G-ROW,笠原康博
  - ATSUKI×RYUKI　ユニット曲
10. あいたくて
作詞：西本茉生・宇井優良梨
作曲：福岡良太,Tommy
  - MAIKI×YURARI　ユニット曲
11. We are
作詞：増子敦貴・小池竜暉
作曲：Stefan Ekstedt,Didrik Thott,Samuel Waermo
12. Go on
作詞：小池竜暉
作曲：Jimmy Claeson,Shun Kusakawa,Kenichi Sakamuro
13. STEP BY STEP!! 
作詞：小池竜暉・増子敦貴
作曲：Henrik Nordenback,Christian Fast,Didrik Thott
  - 「冬スポ!! WINTER SPORTS FESTA24」CMソング
14. PARADE!!
作詞：小池竜暉
作曲：小池竜暉,菊池博人

### Blu-ray
初回生産限定盤A
- 「LifE!!」 ＜Music Video＞
- 「LifE!!」＜Music Video Behind the Scenes＞
- 「FUN! FUN! FUN!」＜Music Video＞
- 「FUN! FUN! FUN!」＜Music Video Behind the Scenes＞
- 特典映像 ＜7人だけで過ごすMaison Genic 夏休み編＞

初回生産限定盤B
- 「IT’S SHOWTIME」 ＜Music Video＞
- 「IT’S SHOWTIME」＜Music Video Behind the Scenes＞
- GENIC LIVE TOUR 2024 -if- Special Digest
- 特典映像 ＜Maison Genic 後編 & GENICのちょこっと冬休み＞

## チャート成績
2025年2月4日付オリコンデイリーアルバムランキングで3位にランクインし、2025年2月17日付（集計期間：2025年2月3日～2月9日）のオリコン週間アルバムランキングでは、推定2万5千枚を売り上げて3位にランクインした。
また、2025年2月12日公開（集計期間：2025年2月3日～2月9日）のBillboard JAPAN 週間アルバム・セールス・チャート“Top Albums Sales”の週間チャートでも3位にランクインした。